# Wietse Zweitze Venema

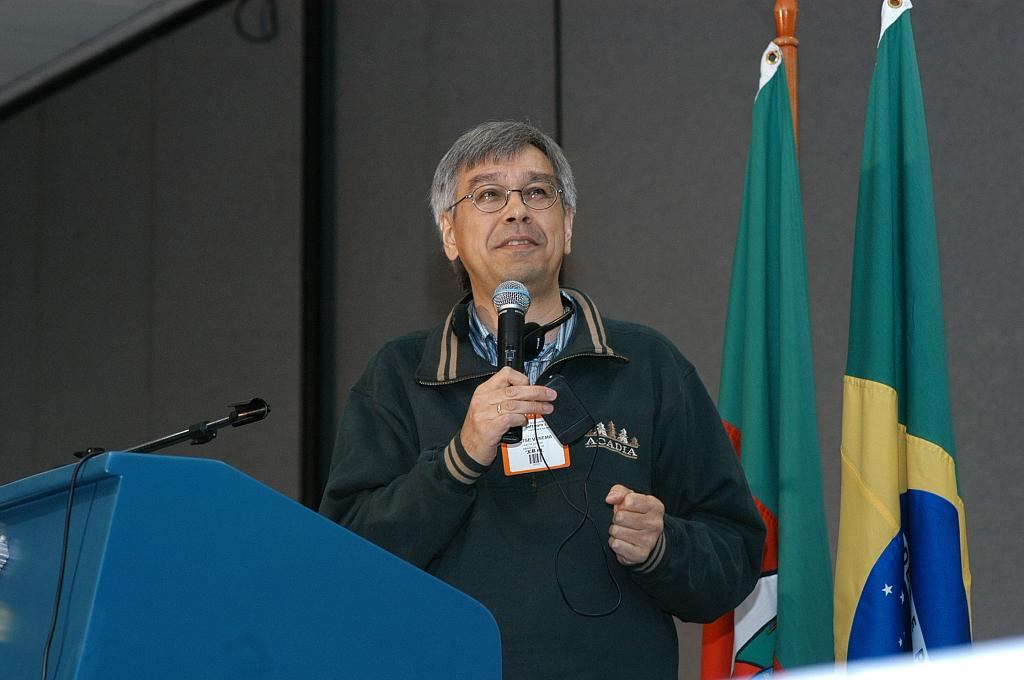
Wietse Zweitze Venema

Wietse Zweitze Venema (* 1951 in Jakarta) ist ein niederländischer Programmierer und Physiker, der vor allem durch seinen Mailserver (MTA) Postfix bekannt ist. Er hat auch zahlreiche Sicherheitstools geschrieben, wie z. B. The Coroner’s Toolkit, SATAN (zusammen mit Dan Farmer) und TCP Wrapper.

## Biographie
Wietse, wie er im Allgemeinen kurz genannt wird, studierte Physik an der Universität Groningen, wo er auch promovierte. Er verbrachte zwölf Jahre an der Technischen Universität Eindhoven als Systemarchitekt an der Fakultät für Mathematik und Informatik. Dort schrieb er Programme für elektronischen Datenaustausch. 1996 wandert Wietse in die USA aus und arbeitet für das IBM Thomas J. Watson Research Center. Seit dem 24. März 2015 arbeitet er für Google in New York.

## Auszeichnungen
Venema hat zahlreiche Auszeichnungen erhalten, u. a.:
- Security Summit Hall of Fame Award (Juli 1998)
- SAGE Outstanding Achievement Award (November 1999)
- NLUUG Award (November 2000) (NLUUG ist die Unix User Group der Niederlande)
- FSF Award (März 2009)
- ISSA Award (Oktober 2012)

## Schriften
- mit Dan Farmer Forensic Discovery, Addison-Wesley 2005